# McMafia
McMafia est une série télévisée dramatique policière britannique en huit épisodes d'environ 57 minutes créée par Hossein Amini et James Watkins et réalisée par Watkins. Elle est inspirée du livre McMafia : Un voyage à travers les enfers criminels mondiaux (2008) du journaliste Misha Glenny. La série est coproduite par la BBC, AMC et Cuba Pictures. Elle a d'abord été diffusée du 1er janvier au 11 février 2018 sur BBC One, puis aux États-Unis à partir du 26 février 2018 sur AMC.
En France, cette série est diffusée via Amazon Prime Video et dès le 19 février 2019 sur Warner TV.

## Synopsis
Alex Godman, le fils d'un ancien patron de la mafia russe exilé à Londres, tente d'échapper au monde du crime organisé.
Alex Godman a passé sa vie à échapper à ses parents et à leurs liens avec la mafia. Cependant, lorsque le passé meurtrier de sa famille ressurgit, Alex plonge dans le milieu criminel et ses convictions les plus profondes sont remises en question.

## Distribution

### Acteurs principaux
- James Norton (VF : Benjamin Penamaria) : Alex Godman
- David Strathairn (VF : François Dunoyer) : Semiyon Kleiman, homme d'affaires israélien, armateur de cargos
- Juliet Rylance (VF : Céline Melloul) : Rebecca Harper, la fiancée d'Alex
- Merab Ninidze (VF : Nicolas Planchais) : Vadim Kalyagin, chef puissant de la mafia russe
- Alexeï Serebriakov (VF : Miglen Mirtchev) : Dimitri Godman, le père d'Alex
- Maria Shukshina (en) (VF : Micky Sébastian) : Oksana Godman, la mère d'Alex
- Faye Marsay (VF : Sasha Supera) : Katya Godman, la sœur d'Alex
- David Dencik (VF : Sasha Petronijevic) : Boris Godman, l'oncle d'Alex
- Oshri Cohen (VF : Maxime Pambet) : Joseph, garde du corps israélien
- Sofia Lebedeva (VF : Anna Neborac) : Lyudmilla Nikolayeva, esthéticienne
- Caio Blat (VF : Bertrand Suarez-Pazos) : Antonio Mendez, représentant le cartel mexicain, faux ami d'études d'Alex
- Kirill Pirogov (VF : Stefan Godin) : Ilya Fedorov, colonel du FSB, ancien subordonné de Vadim, parrain de sa fille
- Karel Roden (VF : Luc Bernard) : Karel Benes, faussaire à Prague

### Acteurs récurrents
- Yuval Scharf (VF : Claire Morin) : Tanya, adjointe de Semiyon Kleiman
- Anna Levanova (VF : Sarah Barzyk) : Natasha, fille de Vadim
- Clifford Samuel (VF : Swan Demarsan) : Femi
- Maria Mashkova (VF : Olga Sokolow) : Masha
- Kemi-Bo Jacobs (VF : Audrey Pouffer) : Karin
- Atul Kale (VF : Omar Yami) : Benny Chopra, chef du réseau de transport indien
- Evgeni Golan : Marat
- Eve Parmiter : Jennifer
- Tim Ahern (VF : Jean Barney) : Sydney Bloom
- Ellie Piercy (VF : Rosa Cadima) : Sandrine
- Danila Kozlovski : Grigory Mishin
- Alexander Dyachenko : Oleg
- Fernando Cayo : Guillermo Alegre

 Source et légende : version française (VF) sur RS Doublage

## Production
McMafia a été inspirée par le livre documentaire du journaliste Misha Glenny, McMafia: Seriously Organized Crime, paru en 2008. Cette série reprend quelques récits de l’ouvrage de Glenny, qui décrit diverses organisations mafieuses en plein essor dans le monde. La série a été créée par Hossein Amini et James Watkins. Elle est une coproduction de la BBC, de l'AMC et de Cuba Pictures, en association avec Twickenham Studios.
La BBC a annoncé la série en octobre 2015. En avril 2016, il a été annoncé que James Norton avait été choisi dans le rôle principal d'Alex Godman et que son co-créateur, Watkins, dirigerait les huit épisodes. Un casting supplémentaire, comprenant Maria Shukshina et Alexeï Serebriakov en tant que parents d'Alex, et David Strathairn en tant qu'homme d'affaires israélien louche, a été annoncé en novembre 2016. Outre Amini et Watkins, David Farr, Peter Harness et Laurence Coriat ont co-écrit les épisodes.
Les lieux de tournage ont été Londres, Zagreb, Split, Opatija, Qatar, Mumbai, Prague, Le Caire, Belgrade, Belize, Istanbul, Moscou et Tel Aviv. Le budget était de plusieurs millions de livres par épisode.
Le 28 juillet 2018, la série est renouvelée pour une deuxième saison. Cependant, sans développement en mars 2022, la série est annulée par la BBC.

## Épisodes
Les épisodes, sans titre, sont numérotés de un à huit.

## Réception
Lucy Mangan, écrivant pour The Guardian, a déclaré que la série était « magnifiquement bien ficelée » et a décrit le scénario comme « bien au-dessus de la moyenne ».